# Avebury
Avebury er en enorm stensætning i det engelske county Wiltshire. De omslutter landsbyen Avebury. Det er en af de største oldtidsminder i Europa og antages være  for omkring 5000 år siden. Stencirklen i Avebury er stort set samtidig med den i Stonehenge. Området ejes og forvaltes af National Trust.
Sammen med Stonehenge er området på UNESCOs Verdensarvsliste.